# George Arnott Walker-Arnott
George Arnott Walker-Arnott (6 de febrero de 1799, Edimburgo - 17 de abril de 1868) fue un botánico británico.
Estudió leyes en Edimburgo y obtiene su Master of Arts en su Universidad; pero se hace botánico más tarde. Estudia botánica de Norteamérica con Sir William Hooker y colabora con Robert Wight en estudios de la botánica de India.
Trabaja en París a partir de 1821. Se casa con Mary Hay Barclay en 1831, teniendo tres varones y cinco hijas. Asistirá a Hooker en los estudios de especímenes recolectados durante el viaje de la HMS Blossom comandado por Frederick W. Beechey (1796-1856). A partir de 1839, es asistente de Hooker en Glasgow y obtiene, en 1845, la cátedra real de Botánica de la Universidad de Glasgow.
Colabora en la redacción de Illustrations of Indian Botany y de Prodomus floræ peninsulæ indiæ orientalis, y con Hooker, de nuevo, en la sexta edición de British Flora (1850).

## Controversia
Arnott se dedicó mayormente a husmear en los herbarios, de manera de describir especies, colectadas por otros naturalistas, como por Ejemplo Carlo Bertero.

## Algunas publicaciones
- Disposition méthodique des espèces de mousses, 1825
- Tentamen methodi muscorum (con Robert Kaye Greville), 1826
- The botany of Captain Beechey's voyage, 1830–1841 (con William Jackson Hooker)
- Prodromus florae peninulae Indiae orientalis (con Robert Wight), 1834

## Honores

### Eponimia
Género
- (Orchidaceae) Arnottia A.Rich.[1]

Especies
- (Asclepiadaceae) Anisotoma arnottii Benth. & Hook.f.[2]

- (Asclepiadaceae) Brachystelma arnottii Baker[3]

- (Fabaceae) Indigofera arnottii (Kuntze) Peter G.Wilson[4]

- (Malvaceae) Hibiscus arnottii Griff. ex Mast[5]

- (Solanaceae) Sclerophylax arnottii Miers[6]

- (Woodsiaceae) Athyrium arnottii Milde[7]

- La abreviatura «Arn.» se emplea para indicar a George Arnott Walker-Arnott como autoridad en la descripción y clasificación científica de los vegetales.[8]

## Fuente
- Robert Zander, Fritz Encke, Günther Buchheim, Siegmund Seybold (eds.) 1984. Handwörterbuch der Pflanzennamen (Diccionario de bolsillo de nombres de plantas). 13.ª ed. Ulmer Verlag, Stuttgart 1984, ISBN 3-8001-5042-5